# 海恩斯鎮區 (密歇根州阿爾科納縣)
海恩斯鎮區（英語：Haynes Township）是位於美國密歇根州阿爾科納縣的一個行政鎮區。

## 地方資料
海恩斯鎮區的面積為90.80平方千米，當中陸地面積為90.40平方千米，而水域面積為0.40平方千米。根據2010年美國人口普查的數據，當地共有人口653人，而人口密度為每平方千米7.19人。